# Der träumende Mund (1932)
Der träumende Mund ist ein deutsch-französischer Spielfilm von Paul Czinner aus dem Jahre 1932 nach dem Stück Mélo von Henri Bernstein.

## Handlung
Orchestermusiker Peter kümmert sich nicht ausreichend um seine junge Ehefrau Gaby. Als diese Peters Jugendfreund Michael kennenlernt, verliebt sie sich in den Violinvirtuosen, lebt jedoch von nun an mit Gewissensbissen. Einerseits glaubt sie nicht an den Fortbestand der Ehe mit Peter, andererseits möchte sie auch nicht aus dem sicheren Eheleben ausbrechen. Als Peter schwer erkrankt, wendet sie sich wieder voll und ganz ihrem Ehemann zu. Doch die Liebe zu Michael ist stärker. Verzweifelt und ohne Glauben an einen Ausweg aus ihrer misslichen Gefühlslage nimmt sie sich das Leben.

## Hintergrund
Der Film wurde 1932 als deutsche Version der französischen Originalfassung Mélo in Paris in den Pathé-Nathan-Studios gedreht. Die Uraufführung fand am 14. September 1932 statt. In der französischen Version spielen Gaby Morlay, Pierre Blanchar und Victor Francen die Hauptrollen.
Regisseur Paul Czinner und der Theaterstar Elisabeth Bergner waren auch privat ein Paar. Dieser Film sollte ihr letzter gemeinsamer Film in Deutschland sein. Sie flüchteten 1933 nach England und heirateten dort. Czinner und Bergner drehten 1937 in Großbritannien mit Dreaming Lips ein Remake dieses Films. Eine weitere Neuverfilmung entstand 1952 in Deutschland unter der Regie von Josef von Báky mit Maria Schell und O. W. Fischer.

## Kritiken
- Lexikon des internationalen Films: Der letzte gemeinsame deutsche Film des 1932 emigrierten Künstler-Ehepaares Elisabeth Bergner und Paul Czinner ist eine einfühlsam inszenierte und gespielte Adaption des mehrfach verfilmten Melodrams von Henry Bernstein, eindrucksvoll vor allem als präzis interpretierte Frauenstudie.[1]

- Lichtbild-Bühne am 15. September 1932: Die Spannung und die Konzentration der Gefühle, die jedem Bergner-Film innewohnen, sind etwas Einmaliges, das sich in keine Richtung eingliedern läßt. Die Filme der Elisabeth Bergner und ihres Regisseurs Paul Czinner sind ohne jeden Zweifel die individuellsten künstlerischen Leistungen auf dem internationalen Filmmarkt. Sie sind der Ausdruck starker Persönlichkeiten von einem Gestaltungswillen allereigenster Prägung.